# عبد الله رحيمي
عبد الله بن محمد نور رحيمي رئيس الهيئة العامة للطيران المدني في الفترة بين 2003 و2011.

## التعليم
حاصل على بكالوريوس في الهندسة الميكانيكية عام 1975 من «جامعة الملك فهد للبترول والمعادن» في السعودية.

## الحياة العملية
رئيس مجلس إدارة شركة أسمنت العربية منذ 1 يناير2021. وعضو مجلس إدارة شركة صافولا للأغذية، ومؤسسة عالم صافولا للمسؤولية الاجتماعية.
تقلد منصب الرئيس التنفيذي لـمجموعة صافولا بين 2015 و2016، والعضو المنتدب للشركة ذاتها، ورئيس الهيئة العامة للطيران المدني بين 2003 و2011، ومساعد مدير عام صندوق التنمية الصناعية السعودي بين 1998 و2003، وممثل لصندوق الاستثمارات العامة في وزارة المالية السعودية، وعمل في برنامج الاعتمادات المالية في بنك مانهاتن أميركا بين 1975 و1977.
كما شغل عضوية العديد من مجالس إدارات الشركات، منها: شركة مدينة المعرفة الاقتصادية، وشركة المراعي، والخطوط الجوية العربية السعودية، والشركة السعودية التركية القابضة للاستثمار، وشركة اسمنت المنطقة الشرقية، والشركة الوطنية للتأمين، وشركة بنده للتجزئة، والشركة المتحدة للتأمين في البحرين، والبنك الأهلي التجاري، والمؤسسة السعودية لتنمية الأعمال الحرة، وبنك التسليف والادخار، وشركة هرفي للخدمات الغذائية، وشركة اللجين، وشركة الكابلات السعودية، وشركة الخطوط الجوية اليمنية.